# Михайлова, Валерия Сергеевна
Вале́рия Серге́евна Миха́йлова (род. 14 февраля 2002, Москва, Россия) — российская фигуристка, выступающая в одиночном катании. Мастер спорта (2016 год)

## Биография
До сезона 2012/2013 училась и тренировалась в московской СДЮСШОР №1, потом до сезона 2016/2017 в центре спорта и образования «Самбо-70» в отделении «Конёк Чайковской», затем перешла в СШОР ЦСКА имени С.А. Жука.
Впервые ей удалось выступить на юниорском этапе Гран-при в Братиславе в августе 2015 года. Через месяц затем в США, где она финишировала рядом с пьедесталом.

### 2016/2017
В декабре 2016 года дебютировала на взрослом национальном чемпионате в Челябинске. Где Валерия финишировала 11-й с общей суммой 180,73 балла.

### 2017/2018
Осенью 2017 года дебютировала на соревнованиях во взрослой серии Гран-при в Москве на Кубке Ростелекома. На этом соревновании она улучшила все свои прежние спортивные достижения и финишировала в середине турнирной таблицы.
На проводившемся в Санкт-Петербурге в декабре национальном чемпионате фигуристка заняла 14 место с общей суммой 186,51 балла. В конце февраля 2018 года на финале Кубка России замкнула десятку.

## Спортивные достижения
| Соревнования                      | 2013/14 | 2014/15 | 2015/16 | 2016/17 | 2017/18 |
| --------------------------------- | ------- | ------- | ------- | ------- | ------- |
| Этапы Гран-при: Кубок Ростелеком  |         |         |         |         | 7       |
| Юниорский этап Гран-при: Словакия |         |         | 5       |         |         |
| Гран-при среди юниоров: США       |         |         | 4       |         |         |
| Чемпионат России                  |         |         |         | 11      | 14      |
| Финал Кубка России                | 5 юн.   | 4 юн.   | 8 юн.   | 3       | 10      |
| Первенство России среди юниоров   | 13      | 9       | 13      |         |         |
| Этапы Кубка России. I этап        |         | 7 юн.   |         | 2       | 3       |
| Этапы Кубка России. II этап       |         |         | 5 юн.   |         |         |
| Этапы Кубка России. III этап      |         |         |         | 4       |         |
| Этапы Кубка России. IV этап       | 5 юн.   | 2 юн.   | 5 юн.   |         |         |
| Этапы Кубка России. V этап        | 4 юн.   |         |         |         | 6       |